# 클라커즈
《클라커즈》(영어: Clockers)는 미국에서 제작된 스파이크 리 감독의 1995년 범죄 드라마 영화이다. 하비 카이텔 등이 출연하였고, 마틴 스코세이지 등이 제작에 참여하였다.

## 출연진
- 하비 카이텔
- 존 터투로
- 델로이 린도
- 메카이 파이퍼
- 아이제이아 워싱턴
- 키스 데이비드
- 스티키 핑거즈
- 리지나 테일러
- 로런스 B. 어디사
- 하산 존슨
- 마이클 임피리올리
- 마이크 스타
- 폴 칼더론
- 스파이크 리
- 해리 레닉스
- 마이클 배덜루코

## 기타 제작진
- 공동 제작: 리처드 프라이스
- 미술: 앤드루 매캘파인
- 의상: 루스 카터